# 小野村 (宮城県)
小野村（おのむら）は、かつて宮城県桃生郡南西部にあった村。現在の東松島市小野・牛網・川下・上下堤・高松・新田・根古・浜市・西福田にあたる。

## 地理
- 河川：鳴瀬川

## 沿革
- 1889年（明治22年）4月1日 - 町村制施行に伴い、小野本郷・牛網村・川下村・上下堤村・高松村・新田村・根古村・浜市村・西福田村の区域をもって成立。
- 1955年（昭和30年）5月3日 - 野蒜村・宮戸村と新設合併し、鳴瀬町となる。同日小野村廃止。

## 行政

### 首長
- 歴代村長

| 代     | 氏名         | 就任                       | 退任                       | 備考 |
| ------ | ------------ | -------------------------- | -------------------------- | ---- |
| 1      | 安積雄一郎   | 明治22年（1889年）4月      | 明治23年（1890年）3月      |      |
| 2      | 斎藤勘兵衛   | 明治23年（1890年）4月      | 明治25年（1892年）3月      |      |
| 3      | 佐藤留治     | 明治25年（1892年）3月      | 明治31年（1898年）10月     |      |
| 4      | 熱海佐蔵     | 明治31年（1898年）10月     | 明治32年（1899年）4月      |      |
| 5      | 石垣亀蔵     | 明治32年（1899年）5月      | 明治37年（1904年）5月      |      |
| 6〜7   | 熱海郁治     | 明治37年（1904年）5月14日  | 明治42年（1909年）1月31日  |      |
| 8      | 丁子友治     | 明治42年（1909年）3月6日   | 明治43年（1910年）5月2日   |      |
| 9      | 福島斎治     | 明治43年（1910年）12月10日 | 大正3年（1914年）12月7日   |      |
| 10〜11 | 丁子友治     | 大正4年（1915年）3月19日   | 大正9年（1920年）4月15日   | 再任 |
| 12     | 熱海郁治     | 大正9年（1920年）8月5日    | 大正13年（1924年）7月27日  | 再任 |
| 13     | 斎藤三十郎   | 大正14年（1925年）1月7日   | 昭和3年（1928年）12月26日  |      |
| 14     | 丁子友治     | 昭和4年（1929年）1月22日   | 昭和5年（1930年）4月30日   | 三任 |
| 15     | 熱海光雄     | 昭和5年（1930年）5月24日   | 昭和9年（1934年）5月23日   |      |
| 16     | 安倍亀治     | 昭和9年（1934年）6月14日   | 昭和13年（1938年）6月13日  |      |
| 17     | 熱海光雄     | 昭和13年（1938年）6月22日  | 昭和17年（1942年）6月21日  | 再任 |
| 18     | 茂木兵右ェ門 | 昭和17年（1942年）7月14日  | 昭和20年（1945年）12月15日 |      |
| 19     | 梅森軍記     | 昭和21年（1946年）2月14日  | 昭和22年（1947年）1月31日  |      |
| 20     | 成沢源太郎   | 昭和22年（1947年）3月15日  | 昭和26年（1951年）10月31日 |      |
| 21     | 熱海斉       | 昭和26年（1951年）12月4日  | 昭和30年（1955年）5月2日   |      |

## 交通

### 鉄道
- 日本国有鉄道
  - 仙石線：陸前小野駅